# RedIRIS
RedIRIS es la red española para Interconexión de los Recursos InformáticoS de las universidades y centros de investigación. Como tal provee de servicios de conexión a Internet a dichas instituciones. Fue fundada en el año 1988 como un proyecto del entonces Plan Nacional de I+D del Ministerio de Educación y Ciencia en colaboración con Telefónica a través de la fundación Fundesco y actualmente está gestionada por la Entidad Pública empresarial Red.es y financiada por el Plan Nacional de I+D+i.

## Innovación: RedIRIS-NOVA

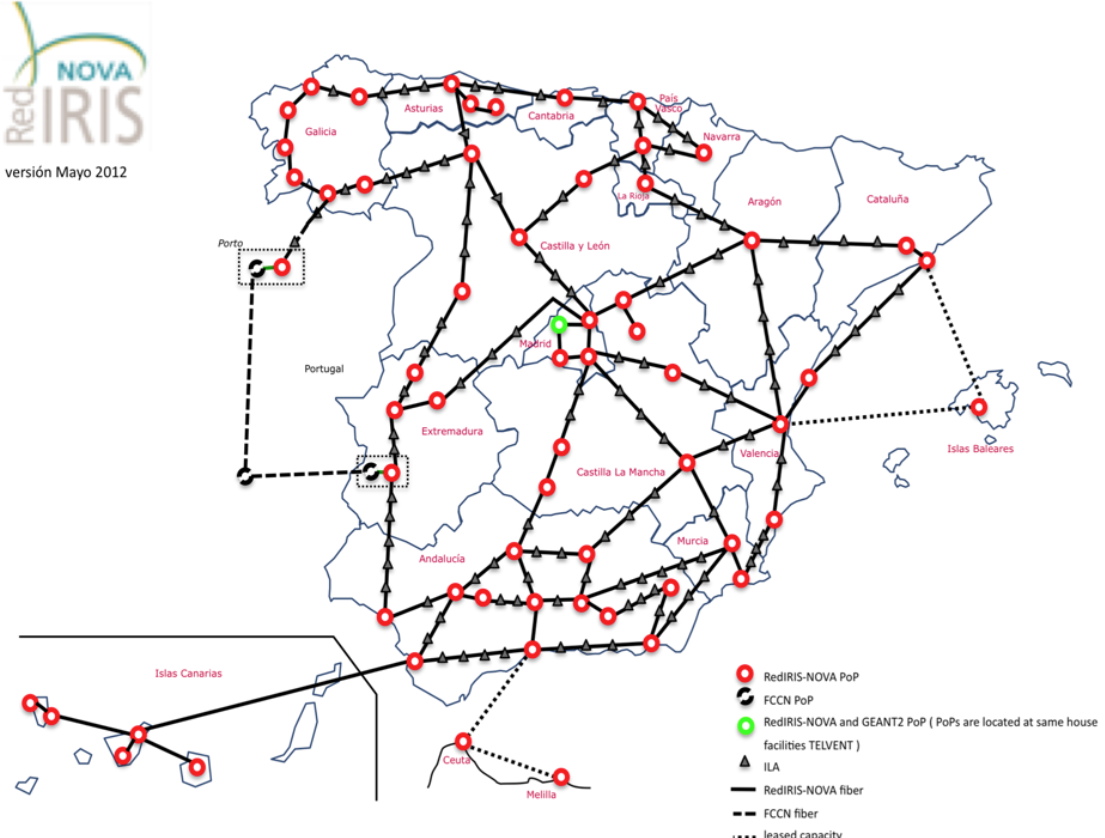
Mapa de la red de la fibra oscura.

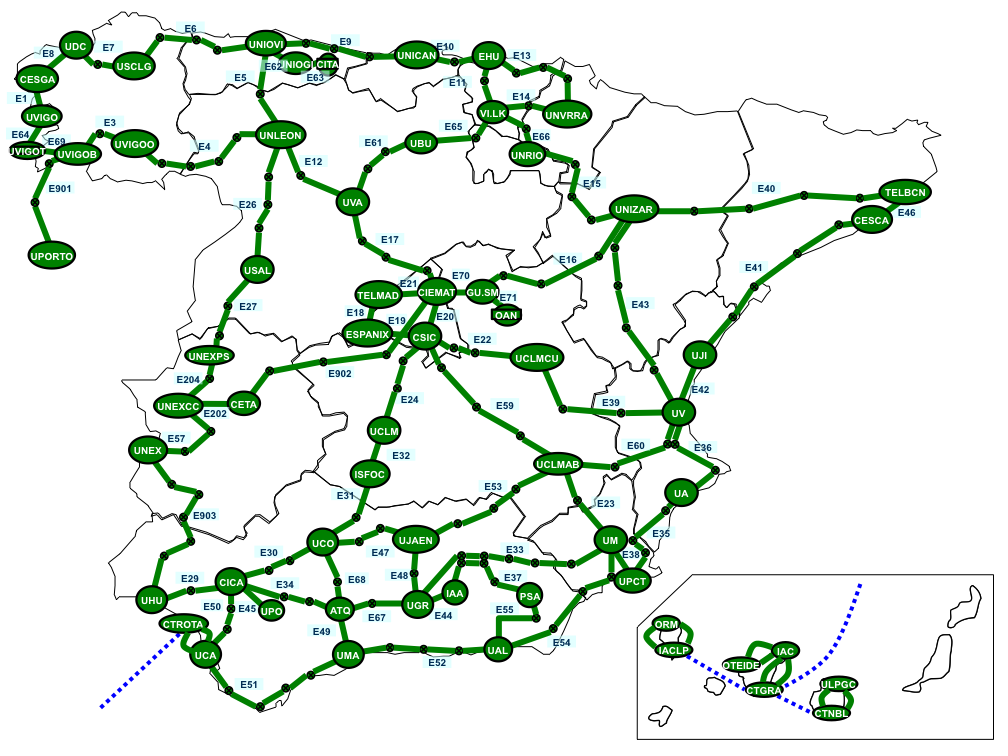
Nombre de los enlaces de la fibra oscura.

RedIRIS-NOVA es la red óptica de alta capacidad de RedIRIS, que conecta las redes regionales de todas las comunidades autónomas y los principales centros de investigación de España con el resto de redes académicas internacionales y en especial las redes académicas y de investigación portuguesa FCCN y la red de investigación europea GÉANT. La fibra óptica permite desplegar fácilmente circuitos de 10G o 40G y pronto de 100G, por un coste muy inferior al modelo de red basado en alquiler de capacidad. Popularmente esta fibra óptica se conoce como fibra oscura.
RedIRIS-NOVA conecta más de 50 puntos de presencia entre sí, componiendo una red mallada sobre la que se despliega la Red Troncal IP de RedIRIS y las redes autonómicas, para permitir la colaboración entre los investigadores y el despliegue de servicios de última generación.
El proyecto está financiado por la Secretaría de Estado de Investigación, Desarrollo e Innovación del Ministerio de Economía y Competitividad, cofinanciado por el Programa Operativo Sociedad del Conocimiento FEDER 2007-2013 (POEC) de la Secretaría de Estado de Telecomunicaciones y para la Sociedad de la Información, y ejecutado por la Entidad Pública Empresarial red.es, organismo encargado de la gestión operativa de RedIRIS.

## Servicios adicionales
Entre los servicios adicionales que ofrece destacan:
- Servicio de identidad de RedIRIS (SIR2 y eduGAIN).
- La Forja de Conocimiento Libre de la Comunidad RedIRIS, que ofrece a toda la comunidad un repositorio para desarrollar iniciativas libres en el entorno académico-científico universitario.[1] Esta Forja se usa, por ejemplo, como forja oficial en el Concurso Universitario de Software Libre.[2]
- También destaca el sistema de envío de ficheros File Sender
- Organiza Jornadas técnicas[3]
- Filtro antispam "lavadora"[4]
- Servicio de sincronización horaria para entidades afiliadas (NTP).

## Publicaciones
Regularmente publica un Boletín con novedades